# Parafia Najświętszego Serca Pana Jezusa w Jankowicach
Parafia pw. Najświętszego Serca Pana Jezusa w Jankowicach – parafia rzymskokatolicka znajdująca się w diecezji sandomierskiej w dekanacie Sandomierz. 
Erygowana w 1216. Mieści się pod numerem 38, w Dacharzowie (Jankowice Kościelne są nieoficjalną częścią Dacharzowa).
Pierwszy drewniany kościół wybudował Iwo Odrowąż w 1216 r.  nad rzeką Łukawką (dziś Opatówka) i nazwał wzgórze, na którym wybudowano świątynię Jankowicami od swego imienia (Iwo - bretońska forma imienia Jan). Kościół początkowo funkcjonował pod wezwaniem św. Tomasza Becketa.
Dokument erekcji kościoła przechowywany był w parafii do 1814 roku, kiedy po śmierci ówczesnego proboszcza Jana Gębiczyńskiego egzekutor - Lassota, dzierżawca Przezwód, oddał go dziedzicowi Przezwód Ignacemu Romanowiczowi, który mimo wielokrotnych późniejszych próśb kolejnych proboszczów nie zwrócił dokumentu. 
Kościół na skutek postępującej ruiny został rozebrany w 1627 roku, a na jego miejscu Jakub Bobola z Piasków herbu Leliwa (dziedzic Jankowic, Wilczyc, Dacharzowa, Pęczyn) wybudował nowy, również drewniany. Kościół został konsekrowany w 1633 roku przez biskupa Tomasza Oborskiego. 
W 1914 roku podupadający kościół został wzmocniony spajającymi konstrukcję żelaznymi śrubami dzięki staraniom Kazimierza Świeżyńskiego - ówczesnego dziedzica Wilczyc. w pracach uczestniczyli mieszkańcy Tułkowic: Jan Czuja, Jan Wychowański i Andrzej Kolera. 
W 1931 roku kościół spłonął od uderzenia pioruna. 
Obecny kościół pod wezwaniem Najświętszego Serca Pana Jezusa i Matki Bożej Śnieżnej budowano w latach 1933-1940 wspólnym wysiłkiem całej parafii pod kierownictwem ówczesnego proboszcza Jana Górki. Kościół wzniesiono tym razem z wydobywanego na terenie parafii kamienia. Kościół uroczyście poświęcił biskup Walenty Wójcik w 1961 r.
W 1975 roku został odrestaurowany i pokryty nową dachówką. 
Terytorium parafii obejmuje Bugaj, Dacharzów, Pęczyny, Przezwody, Radoszki, Tułkowice, Wilczyce oraz Zagrody.